# Tony Tixier
Pour les articles homonymes, voir Tixier.
Tony Tixier est un pianiste et compositeur, né le 26 février 1986 à Montreuil (Seine-Saint-Denis).

## Biographie

### Formation
Né à Montreuil, Tony Tixier entre au conservatoire en classe de piano classique à l'âge de six ans et se produit avec la compagnie de danse afro-jazz Fusion dès l'âge de 7 ans. Il étudie au Conservatoire de Montreuil le chant choral, l’harmonie et le contrepoint classique, l’écriture et la composition. Il obtient à douze ans son diplôme de fin d’études (DFE) de formation musicale avec mention très bien et à quatorze ans son DFE de piano classique dans la classe de Pascal Gallet. Il étudie ensuite le jazz avec Didier Levallet, puis Malo Vallois, avant d’entrer à la Bill Evans Piano Academy de Paris.

### Carrière musicale

Tony Tixier Trio à Orléans Jazz 2013.

Tony Tixier se produit en 2003 en première partie de Dee Dee Bridgewater, Marcus Miller, McCoy Tyner, Elvin Jones dans le cadre des Enfants du Jazz  puis collabore avec Nicolas Genest, Jérôme Regard, Louis Moutin.
En 2005, Il monte avec son frère le "Tixier's Brothers Band" avec Nicolas Genest, Yvonnick Prene, Anne Paceo et Joachim Govin. Il est ensuite membre de l’européen sextet du saxophoniste Walt Weiskopf et joue régulièrement depuis 2008 dans le trio de Brian Melvin (batteur de Jaco Pastorius.). 
Il dit s'inspirer du style d'Herbie Hancock, Miles Davis et Phineas Newborn.
En 2007, le "Scott Tixier Quintet" remporte le premier prix des Trophées du Sunside ; le concert est retransmis en direct dans l'émission Jazz Club de Claude Carrière pour Radio France[réf. souhaitée].   
En 2008, il est arrangeur et directeur musical pour le groupe de Stéphane Kochoyan avec lequel il monte deux créations pour le théâtre de Nîmes et les jardins de l’évêché d'Orléans.
Il collabore avec Brian Melvin, Walt Weiskopf et le saxophoniste Myron Walden. Il joue régulièrement dans les nombreux jazz clubs new-yorkais.
En 2009, il signe Parallel Worlds, un premier album en septet qu’il définit comme « un laboratoire de sonorités et de climats »[réf. souhaitée]. Il y présente une musique orchestrale et un jazz contemporain dont les arrangements peuvent évoquer la musique pour le cinéma
En 2012, il rejoint le label SpaceTime Record pour lequel il enregistre le disque Dream Pursuit avec son quartet américain avec Justin Brown, Logan Richardson et Burniss Earl Travis. L'album est considéré comme original et proposant des « harmonies inhabituelles » inspirées par le groove. Il est étiqueté « Révélation » par Jazz Magazine.
En 2013, il crée l'ensemble de chambre MooN ParaDoX pour lequel il compose un Concertino pour piano et quintet à cordes en 7 mouvements, mélangeant écriture classique avec le jazz et la musique contemporaine. Par ailleurs, il conduit une intense activité scénique en France et à l’étranger dont la première partie d’Herbie Hancock au festival de Jazz en tête en 2012 à Clermont-Ferrand.
En 2014, recommandé par Jason Moran, Il participe avec son frère jumeau Scott Tixier à la réalisation du travail de l'artiste Janet Cardiff en composant la musique. L'œuvre commandée par la Fondation Louis Vuitton est incluse dans le programme d'inauguration le 27 octobre 2014.
En 2015, Il joue au Radio City Music Hall de New-York sur NBC Channel en tant que pianiste accompagnateur pour le show America's Got Talent. Il enregistre également en Duo avec le légendaire Tromboniste de Jazz Dick Griffin pour le label Ruby Records et rejoint le nouveau quartet du Saxophoniste Jacques Schwarz-Bart

## Discographie

### Albums leader
- 2006 : Fall in flowers – Tony Tixier Trio
- 2007 : Electric’ Trane – Tony Tixier solo
- 2009 : Parallel Worlds – Tony Tixier septet
- 2012 : Dream Pursuit – Tony Tixier quartet (Space Time Records)
- 2017 : Life Of Sensitive Creatures - Tony Tixier Trio (whirlwind recorindgs)
- 2020 : I AM HUMAN - Tony Tixier (Tixmusic)
- 2021: Moonshine - T Tixier & D Freiss (Tixmusic)

### Albumssideman
- 2007 : Roll the Dice (Yvonnick Prené)
- 2008 : As a Monkey (Donald Devienne)
- 2010 : Des mots détonent (JLS hip hop)
- 2011 : Roz Jeriko (Veronique Hermann Sambin)
- 2013 : Hapalemur (Renaud Gensane)
- 2013 : Our Journey (Hermon Mehari)
- 2015 : Elements (Joachim Govin)
- 2017 : Strings (Ryan J Lee)
- 2019 : Guardians of the heart machine'(Seamus Blake)
- 2019 : Scopes (Scopes)
- 2020 : Present (Joachim Govin)
- 2020 : A Change For The Dreamlike (Hermon Mehari)
- 2020 : Wholeness (Ray Colom)

## Collaborations majeures
Tony Tixier a joué et enregistré avec : BJ the Chicago Kid, Andrea Bocelli, Seamus Blake, Justin Brown, Kendrick Scott, Logan Richardson, Stéphane Belmondo, Laurent Cugny, Louis Moutin, Manu Codjia, Anne Pacéo, Walt Weiskopf, Benjamin Henocq, Brian Melvin, Burniss Travis II, Myron Walden, Nicolas Genest, Olivier Temime, Frédéric Delestre, Guillaume Naturel, Hermon Mehari, Jean-Philippe Bordier, Jérôme Regard, Manu Pekar, Pierrick Pédron Siegfried Kessler, Stéphane Kochoyan, Xavier Richardeau...

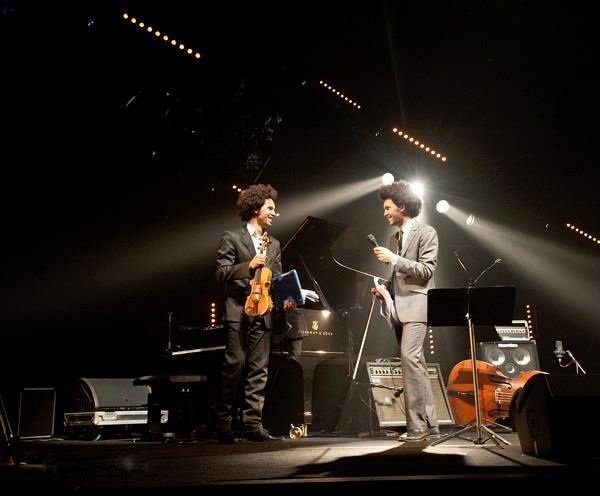
Tony Tixier and Scott Tixier au festival Jazz en tête.

## Prix et distinctions
- Artiste révélation de l'année 2012 par JazzMagazine
- Révélation Jazz Magazine pour Dream Pursuit (2012)[7]
- Sélection au concours Martial Solal (2011)
- Coup de Cœur RFO (2010)
- Coup de Cœur FNAC (2009)
- Sélection playlist de TSF (2009)
- 1er Prix des Trophées du Sunside (2007) (dans le Scott Tixier Quintet)